# Saad Akbar
Saad Akbar (... – 16 ottobre 1951) è stato un criminale afghano, assassino del Primo ministro del Pakistan, Liaquat Ali Khan.

## Biografia
Il 16 ottobre 1951 Saad Akbar colpì il politico Liaquat Ali Khan con due colpi di pistola durante un incontro pubblico nel parco di Rawalpindi, in Pakistan. Saad Akbar, fu ucciso dalla polizia poco dopo il suo gesto omicida e per questo motivo è rimasto sconosciuto il motivo di tale gesto.